# おしえて! BLソムリエお兄さん
『おしえて! BLソムリエお兄さん』(おしえて BLソムリエおにいさん、MR.BL SOMMELIER, PLEASE SERECT BOOKS FOR ME !）は、下瀬川ひなるによる日本の漫画作品。『月刊コミックジーン』(KADOKAWA）にて、2020年6月号より2022年10月号まで連載。略称は「ソムおに」。

## あらすじ
物書きを目指す苦学生の主人公、又来(またらい)はある日バイト先の古書店に突如として表れた匂い系ソムリエお兄さんを名乗る男性に出会う。彼はみんなが昔から慣れ親しんできた文学作品をBLだと断言しプレゼンを始めた。神出鬼没なソムリエお兄さんは又来を中心とする周りの人々を巻き込み、匂い系作品の布教を熱心に行う。

## 登場人物
又来 波風（またらい なみかぜ）
本作品の主人公でツッコミ役。物語の導入を『吾輩は猫である』を彷彿とさせる語り口調で始める。物書きを目指し様々なコンクールに応募するが全て落選している模様。明るい茶髪で猫耳のように二つに分かれた髪が特徴的の男子大学生二年生。食い扶持を稼ぐために古書店・幼稚園・駅員・ティッシュ配り(1巻)、図書館・ホストクラブ(2巻)等のアルバイトを掛け持ちしている。
匂い系ソムリエお兄さん
通称BLソムリエお兄さん。本名不祥。ソムリエのような格好をしており、黒髪で丸眼鏡を掛けた細見の長身男性。かなりのイケメン。又来には谷崎作品の登場人物ようだと称されている。匂い系作品の話をしているとどこからともなく現れ、その作品をプレゼンする。一見暴論のように聞こえるが論文等に基づいた理論的な講義を展開する。プレゼンを終えると作品のイメージソングを伝え颯爽と帰っていく。お兄さんと呼ばないと怒り、又来のことを「まだないくん」と呼ぶ。色々と謎が多い人物。岐阜県出身。
有定 シヅ（ありさだ シヅ）
高校一年生の女子生徒。腐女子。紺色のセーラー服を着ている。匂い系文学を求め、又来のバイト先である古書店無窮堂を訪れた。本作の中で初めてソムリエお兄さんからプレゼンを受けた人物。名前は『こゝろ』の先生の奥さん静ではなく、太宰治の作品『女生徒』の主人公、有明淑にちなんでいる。
ちえ
又来のバイト先であるやおい幼稚園の5歳の女子園児。髪を二つにおさげにしている。光の腐女子。幼くして2次創作同人作家の道に邁進して行く。
明智 正太（あけち しょうた）
又来と同じ男子大学二年生。大学の野球部の花形であり、多くのスカウトと声援を受けている。名前は『江戸川乱歩』の明智小五郎シリーズからちなんでいる。後、司書となる。
噺家亭 こばなし（はなしやてい こばなし）
褐色の肌をした男子小学生。子どもながら落語家として活躍する。サッカークラブに在席している。
ネクラゲス先輩
上記はあだ名。文学部哲学科の黒髪ロングヘアの女子大学生。あだ名の由来は「根暗下衆」。ソムリエお兄さんにソクラテスと呼び間違われる。闇の腐女子。後、大学教員となる。
南 爽一（みなみ そういち）
ドラマ・映画・舞台・CM等、様々な分野で活躍する今最も売れている俳優で、清涼感・透明感を持つ。だが、百合を愛するあまり極端な思想に至りがち。「百合文学ソムリエお兄さん」の顔も持つ。BLソムリエお兄さんと同じく岐阜県出身。名前は『禁色』の南悠一にちなんでいる。
メロ
又来のバイト先のホストクラブの太客。可愛いものへの憧れが強く、キキララのようなBLを探していた。
茂文（もぶみ）
ネクラゲスの女子高時代以来の後輩。哲学科1年（初登場時）。ケンカップル（犬猿の仲の男性同士カプ）の背景にいるモブ女になるという夢が高校生の頃叶い、以来、「顔がない」人物となる。ある一件以来、南爽一のモブとなる。
※非匂い系作品は斜体で表記。
|      | 話数 | テーマ                 |
| ---- | ---- | ---------------------- |
| 一巻 | 1    | こゝろ                 |
| 一巻 | 2    | 泣いた赤鬼             |
| 一巻 | 3    | 銀河鉄道の夜           |
| 一巻 | 4    | 貧乏神                 |
| 一巻 | 5    | 駈込み訴え             |
| 一巻 | 6    | なし                   |
| 二巻 | 7    | 山月記                 |
| 二巻 | 8    | ごんぎつね             |
| 二巻 | 9    | 乙女の港               |
| 二巻 | 10   | なし                   |
| 二巻 | 11   | 双子座                 |
| 二巻 | 12   | 紺屋高尾               |
| 三巻 | 13   | 孤島の鬼               |
| 三巻 | 14   | なし                   |
| 三巻 | 15   | 燃ゆる頬               |
| 三巻 | 16   | シャーロック・ホームズ |
| 三巻 | 17   | なし                   |
| 三巻 | 18   | こゝろ                 |
| 三巻 | 19   | なし                   |

## 用語

### 地理
文豪町（ぶんごうちょう）
舞台となる架空の町。
古書店無窮堂
又来のバイト先その1。売る本は多いが客足は少ない。
やおい幼稚園
又来のバイト先その2。ちえが通っている。創設者はBLソムリエお兄さん。
ミナミジュウジ駅
又来のバイト先その3。廃れているが、趣はある。
文豪図書館
又来のバイト先その4。市立図書館。月に一度絵本読み聞かせ会を開催している。
夏の夜のドリーム
又来のバイト先その5。ホストクラブ。ただしこのバイト先は短期予定。
新世界劇場
下町の興行小屋。日々落語や漫才、講談など様々な演芸が繰り広げられている。こばなしもここで落語を行う。
夕吹荘（ゆうすいそう）
又来の住むボロアパート。

## 書誌情報
- 下瀬川ひなる『おしえて！ BLソムリエお兄さん』KADOKAWA〈MFコミックス ジーンシリーズ〉、全3巻。 
  1. 2021年1月27日発売[9][10]、ISBN 978-4-04-065968-8
  2. 2021年9月27日発売[11]、ISBN 978-4-04-680631-4
  3. 2022年9月27日発売[12]、ISBN 978-4-04-681738-9